# Jeff Dickson
Jeff Dickson, né Jefferson Davis Dickson en 30 mars 1896 à Natchez et mort le 14 juillet 1943 à Saint-André-de-l'Eure en France, est l'un des plus grands promoteurs et organisateurs de combats de boxe anglaise de la première partie du XXe siècle. Il est intronisé au panthéon de la boxe, l'International Boxing Hall of Fame, en 2000.

## Biographie
Né dans le Mississippi de Jefferson Davis Dickson Sr et Alda Floyd, il débarque en 1917 à Saint-Nazaire avec l'armée américaine. Blessé à quatre reprises, cité plusieurs fois avant d'être démobilisé en 1918, il reste en France. Il devient réalisateur cinématographique de documentaires, puis se lance dans les affaires. Il fait fortune dans la vente de pochettes-surprise. À Paris, Dickson collabore à de nombreuses œuvres de bienfaisance, ce qui lui vaut la médaille d'honneur de la mutualité. Impressionné par la popularité de Georges Carpentier, il se souvient que son père a été organisateur à La Nouvelle-Orléans et l'imite. 
Assidu des réunions pugilistiques, il acquit l'organisation de « Manitot » en 1925,. Présenté comme le plus Parisien des promoteurs américains, il débute en 1926 à la salle Wagram et au Cirque de Paris. 
Sa plus grande réalisation est l'acquisition de l'exploitation du Vélodrome d'Hiver en 1931 qu'il rénove immédiatement pour en faire un Palais des Sports. Il est promu cette année-là chevalier de la Légion d'honneur au titre du ministère des Affaires Étrangères.
Devenu incontournable dans le milieu pugilistique français, il présente ses grandes réunions dont de multiples championnats du monde avec Panama Al Brown, Marcel Thil, Young Perez ou encore Émile Pladner au Vélodrome d'Hiver, au stade Roland-Garros et au Parc des Princes. En juillet 1939, alors qu'il est en vacances aux États-Unis, il tente de conclure le championnat du monde des welters entre Henry Armstrong et Marcel Cerdan, qu'il a fait débuter à la salle Wagram de Paris, tout comme Primo Carnera. 
La Seconde Guerre mondiale l'empêche de rentrer dans l'hexagone. En mars 1941, la société anonyme Jeff Dickson International Sports est considérée comme juive et confiée à deux administrateurs choisis par l'occupant. Il fait jouer ses relations pour s'engager, malgré son âge, dans l'United States Air Force. Le 14 juillet 1943, le Superfortress B-17 matricule 42-3331 où se trouve le Capt. Dickson s'écrase près d'Évreux après collision avec un chasseur ennemi alors qu'il se dirige vers Le Bourget (ne pas confondre avec le B-17 matricule 42-3071 abattu à Gonesse le même jour). Il est inhumé au cimetière américain de Colleville-sur-Mer, près d'Arromanches. Le Purple Heart lui a été décerné à titre posthume.
Son fils Andy a été journaliste de boxe pour Le Parisien, puis directeur du palais omnisports de Paris-Bercy (1984) et a lancé le boxeur Christophe Tiozzo chez les professionnels.